# Центр подобия

Рисунок 1: Точка O является внешним центром подобия для двух треугольников. Размер каждой фигуры пропорционален её расстоянию до центра подобия.

Центр подобия (или центр гомотетии) — это точка, из которой по меньшей мере две геометрически подобные фигуры можно видеть как масштабирование (растяжение/сжатие) друг друга.  Если центр внешний, две фигуры похожи друг на друга прямо — их углы одни и те же в смысле вращения.  Если центр внутренний, две фигуры являются изменёнными в размерах отражениями друг друга — их углы противоположны.

Рисунок 2: Две геометрические фигуры относительно внешнего центра подобия S. Углы в соответствующих точках те же самые и имеют тот же смысл. Например, углы ABC и A'B'C' оба равны по размерам и по направлению (по часовой стрелке/против часовой стрелки).

## Многоугольники

Внешний (сверху) и внутренний (внизу) центры подобия двух окружностей (выделены красным) показаны как зелёные точки.

Если две геометрические фигуры имеют центр подобия, они подобны друг другу. Другими словами, они должны иметь те же самые углы в соответствующих точках и отличаются только их относительными размерами.  Центр подобия и две фигуры не обязательно должны принадлежать одной плоскости. Он может относиться к трёхмерной проекции из центра подобия.
Центры подобия могут быть внешние или внутренние. Если центр внутренний, две геометрические фигуры являются изменёнными в размерах зеркальными отражениями друг друга. Говоря техническим языком, они имеют противоположную хиральность. Направленный по часовой стрелке угол одной фигуры будет соответствовать углу против часовой стрелки на другой.  И наоборот, если центр подобия внешний, две фигуры прямо пропорциональны друг другу — их углы имеют тот же смысл.

## Окружности
Окружности геометрически подобны друг другу и зеркально симметричны. Пара окружностей имеет оба типа центров подобия, внешний и внутренний, если только центры не совпадают или окружности имеют одинаковый радиус. Эти особые случаи трактуются как общие случаи. Эти два центра подобия лежат на прямой, проходящей через центры двух данных окружностей, которая называется линией центров (Рисунок 3). Окружности с нулевым радиусом можно тоже включать в рассмотрение (смотрите особые случаи), как и отрицательные радиусы, при этом происходит смена ролей внешних и внутренних центров подобий.

### Вычисление центра подобия

Рисунок 3: Две окружности имеют оба вида центров подобия, внутренний (I) и внешний (E). Радиусы окружностей (r_{1} и r_{2}) пропорциональны расстоянию (d) от каждого центра подобия. Точки A_{1} и A_{2} гомологичны, как точки B_{1} и B_{2}.

Для данной пары окружности внутренний и внешний центры подобия можно найти различными путями. В аналитической геометрии внутренний центр подобия является средним взвешенным центров окружностей, где вес соответствует радиусу противоположной окружности – расстояние от центра окружности до внутренней точки подобия пропорциональны противоположным радиусам. Если обозначить центры окружностей {\displaystyle C_{1}} и {\displaystyle C_{2}} как {\displaystyle (x_{1},y_{1})} и {\displaystyle (x_{2},y_{2})} и их радиусы как {\displaystyle r_{1}} и {\displaystyle r_{2}}, а центр подобия {\displaystyle (x_{0},y_{0}),}, имеем:
{\displaystyle (x_{0},y_{0})={\frac {r_{2}}{r_{1}+r_{2}}}(x_{1},y_{1})+{\frac {r_{1}}{r_{1}+r_{2}}}(x_{2},y_{2}).}
Внешний центр можно получить из того же уравнения, если принять один из радиусов отрицательным. Какой бы радиус мы не приняли отрицательным, будем иметь то же самое уравнение:
{\displaystyle (x_{e},y_{e})={\frac {-r_{2}}{r_{1}-r_{2}}}(x_{1},y_{1})+{\frac {r_{1}}{r_{1}-r_{2}}}(x_{2},y_{2}).}
Обобщая, если взять радиусы с одним и тем же знаком (оба положительны или оба отрицательных), получим внутренний центр, в то время как радиусы с разными знаками (один положительный, а другой отрицательный) дадут внешний центр подобия. Заметим, что уравнение для внутреннего центра остаётся верным для любых значений (если только оба радиуса не равны нулю или в сумме радиусы не дают нуль), но уравнение для внешних центров требует, чтобы радиусы были различны, иначе получим деление на ноль.
В элементарной геометрии, если нарисованы два параллельных диаметра, по одному в окружности, они будут составлять один и тот же угол α с линией центров. Прямые A1A2  и B1B2, проведённые через соответствующие конечные точки радиусов, являющиеся гомологичными токами, пересекают друг друга и линию центров во внешнем центре подобия.  Прямые же  A1B2 и B1A2, проведённые через одну конечную точку и противоположную конечную точку, пересекают друг друга и линию центров во внутреннем центре подобия.

#### Особые случаи
Если окружности имеют один и тот же радиус (но разные центры), не существует внешнего центра подобия в аффинной плоскости — в аналитической геометрии это приводит к делению на нуль, а в классической геометрии прямые {\displaystyle A_{1}A_{2}} и {\displaystyle B_{1}B_{2}} параллельны линии центров (как для секущих прямых, так и для касательных), а потому не могут пересекаться. Внешний центр подобия можно определить в проективной плоскости как точку на бесконечности, соответствующую пересечению прямых.
Если окружности имеют один и тот же центр, но различные радиусы, внешний и внутренний центры подобия совпадают с общим центром окружностей. Это можно видеть из аналитической формулы, а также как предел двух центров подобия при движении центров друг к другу при сохранении радиусов, пока центры не совпадут.
Если один радиус равен нулю, а другой нулю не равен (точка и окружность), и внешний, и внутренний центры подобия совпадают с точкой (центром окружности нулевого радиуса).
Если две окружности идентичны (имеют один центр и одинаковые радиусы), внутренний центр подобия — это их общий центр, но нет хорошо определённого внешнего центра. В пределе, когда две окружности равного радиуса двигаются друг к другу до совпадения центров, внешний центр подобия находится на бесконечности и потому может быть где угодно, а потому никакого внешнего центра подобия для таких окружностей не существует.
Если оба радиуса равны нулю (две точки), но точки различны, внешний центр подобия можно определить как точку на бесконечности, соответствующую прямой, проходящей через линию центров, но в этом случае нет внутреннего центра.

### Гомологичные и антигомологичные точки

Рисунок 4: Прямые через соответствующие антигомологичные точки пересекаются на радикальных осях двух заданных окружностей (зелёные и синие). Точки Q и P′ антигомологичны, как и S и R′. Эти четыре точки лежат на окружности, которая пересекает две данные окружности. Прямые через точки пересечения новой окружности с двумя заданными окружностями должны пересекаться в радикальном центре G трёх окружностей, который лежит на радикальных осях двух заданных окружностей.

В общем случае луч, исходящий из центра подобия, пересекает каждую окружность в двух местах. Из этих четырёх точек две гомологичны, если радиусы, проведённые из них, составляют один и тот же угол с линией центров, т.е. точки A1 и A2 на рисунке 3. Точки, которые лежат на одной прямой с центром подобия, но не гомологичные, называются антигомологичными, как, например, точки Q и P′ на рисунке 4.

### Пары антигомологичных точек, лежащих на окружности
Если два луча из одного центра подобия пересекают окружности, любой набор антигомологичных точек лежит на окружности.
Пусть даны треугольники EQS и EQ′S′ (рисунок 4).

Они подобны, поскольку имеют общий угол ∠QES=∠Q′ES′ и {\displaystyle {\frac {EQ}{EQ^{\prime }}}={\frac {ES}{ES^{\prime }}}}, поскольку E является центром подобия.
Из этого подобия следует, что ∠ESQ=∠ES′Q′=α.
Вследствие теоремы о вписанном угле ∠EP′R′=∠ES′Q′.
∠QSR′=180°-α, поскольку это дополнительный угол для ∠ESQ.
В четырёхугольнике QSR′P′ ∠QSR′+∠QP′R′=180°-α+α=180°, что означает, что четырёхугольник вписан.
Из теоремы о секущих следует, что EQ•EP′=ES•ER′.
Тем же способом можно показать, что PRS′Q′ может быть вписан в окружность и EP•EQ′=ER•ES′.
Доказательство аналогично доказательству для внутреннего центра подобия I.

PIR~P′IR′, следовательно, ∠RPI=∠IP′R′=α.
∠RS′Q′=∠PP′R′=α (теорема о вписанном угле).
Сегмент RQ′ виден под тем же углом из P и S′ что означает, что R, P, S′ и Q′ лежат на окружности.
Тогда из теоремы о пересекающихся хордах IP•IQ′=IR•IS′.
Похожим образом можно показать, что QSP′R′ может быть вписан в окружность и IQ•IP′=IS•IR′.

### Связь с радикальными осями
Две окружности имеют радикальные оси, прямые, состоящие из точек, из которых отрезки от точки до точки касания обеих окружностей имеют одну длину. Обобщённо, любая точка на радикальной оси имеет свойство, что её степени относительно окружностей равны. Радикальная ось всегда перпендикулярна линии центров, и если две окружности пересекаются, их радикальная ось проходит через точки пересечения окружностей.  Для трёх окружностей можно определить три радикальные оси, для каждой пары окружностей (C1/C2, C1/C3 и C2/C3). Замечателен	 факт, что эти три радикальные оси пересекаются в одной точке, радикальном центре.  Касательные отрезки, проведённые из радикального центра до всех трёх окружностей, будут иметь одну и ту же длину.
Любые две пары антигомологичных точек могут быть использованы для нахождения точки на радикальной оси.  Пусть два луча проведены из внешнего центра подобия E, как на рисунке 4.  Эти лучи пересекают две заданные окружности (зелёная и синяя на рисунке 4) в двух парах антигомологичных точек, Q и P′ для первого луча, и S и R′ для второго луча. Эти четыре точки лежат на одной окружности, которая пересекает обе заданные окружности. По определению, прямая QS является радикальной осью для новой окружности и зелёной окружности, в то время как прямая P′R′ является радикальной осью для новой окружности и синей окружности. Эти две прямые пересекаются в точке G, которая является радикальным центром трёх окружностей — новой окружности и двух исходных. Таким образом, точка G также лежит на радикальной оси двух исходных окружностей.

### Касательные окружности и антигомологичные точки
Для любой пары антигомологичных точек двух окружностей существует третья окружность, которая касается исходных окружностей в антигомологичных точках.

Обратное также верно — любая окружность, касающаяся двух других окружностей, касается их в антигомологичных точках.

Рисунок 5: Любая окружность, касающаяся двух других окружностей, касается их в антигомологичных точках

Пусть наши две окружности имеют центры O1 и O2 (Рисунок 5). Пусть E — их внешний центр подобия.
Строим произвольный луч из точки E, который пересекает две окружности в точках P, Q, P′ и Q′.
Продлим O1Q и O2P′ до пересечения (в точке
T1).
Легко показать, что треугольники O1PQ и O2P′Q′ подобны. Эти треугольники равнобедренны, поскольку O1P=O1Q (радиус), потому
∠O1PQ=∠O1QP=∠O2P′Q′=∠O2Q′P′=∠T1QP′=∠T1P′Q.
Но тогда T1P′Q также будет равнобедренным, и можно построить окружность с центром в T1 и радиусом T1P′=T1Q. Эта окружность касается двух исходных окружностей в точках Q и P′.
Аналогично доказывается утверждение для другой пары антигомологичных точек (P и Q′), а также для случая внутреннего центра подобия.

Рисунок 6: Семейство касательных окружностей для внешнего центра подобия

Рисунок 7: Семейство касательных окружностей для внутреннего центра подобия

Если мы построим касательные окружности для каждой возможной пары антигомологичных точек, мы получим два семейства окружностей — для каждого центра подобия. Семейство окружностей для внешнего центра подобия таково, что окружности этого семейства либо содержат обе исходные окружности внутри себя, либо ни одной (рисунок 6). С другой стороны, окружности из семейства для внутреннего центра содержат всегда одну из исходных окружностей (рисунок 7).

Рисунок 8: Радикальные оси касательных окружностей проходят через радикальный центр

Все окружности из семейства касательных окружностей имеют общий радикальный центр и он совпадает с центром подобия.
Для того, чтобы это показать, представим два луча из центра подобия, пересекающие заданные окружности (рисунок 8). Существуют две касательные окружности T1 и T2, которые касаются исходных окружностей в антигомологичных точках. Как мы уже показали, эти точки лежат на окружности C, а потому эти два луча являются радикальными осями для C/T1 и C/T2. Точка пересечения этих радикальных осей должна лежать также на радикальной оси T1/T2. Эта точка пересечения — центр подобия E.
Если две касательные окружности касаются в антигомологичных точках, лежащих на прямой через точку подобия, как на рисунке 5, то из-за подобия {\displaystyle {\frac {EP}{EP^{\prime }}}={\frac {EQ}{EQ^{\prime }}};{EP}\cdot {EQ^{\prime }}={EQ}\cdot {EP^{\prime }}}. Но тогда степени точки E по отношению к двум касательным окружностям равны, что означает, что E принадлежит радикальной оси.

### Центр подобия трёх окружностей
Любая пара окружностей имеет два центра подобия, поэтому три окружности будут иметь шесть центров подобия, по два на каждую пару (различных) окружностей. Интересно, что все эти шесть точек лежат на четырёх прямых, по три точки на каждой прямой. Вот один из способов показать это.

Рисунок 9: В случае трёх окружностей три центра подобия (для каждой пары окружностей) лежат на одной прямой

Представим на плоскости три окружности (рисунок 9). Добавим для каждого центра окружностей точку на перпендикуляре к плоскости, отстоящую от исходного центра на расстояние, равное соответствующему радиусу. Точки можно добавить с любой стороны плоскости. Три полученные точки определяют плоскость. В этой плоскости мы построим три прямых через каждую пару точек. Эти прямые пересекают плоскость окружностей в точках HAB, HBC и HAC. Поскольку геометрическим местом точек, которые принадлежат обеим непараллельным плоскостям, является прямая, эти три точки будут лежать на одной прямой. Из подобия треугольников HABAA′ и HABBB′ мы видим, что {\displaystyle {\frac {H_{AB}B}{H_{AB}A}}={\frac {r_{B}}{r_{A}}}} (здесь rA,B — радиусы), а потому HAB является центром подобия двух соответствующих окружностей. Мы можем сделать то же самое для HBC и HAC.

Рисунок 10: Все шесть центров подобия (точек) трёх окружностей лежат на четырёх прямых (жирные линии)

Повторяя процесс для различных комбинаций центров подобия (в нашем методе они определяются сторонами, с которых мы выбираем точки относительно плоскости), получим четыре прямых — по три центра подобия на каждой прямой (рисунок 10).
Существует и другой метод доказательства.

Рисунок 11: Синяя прямая является радикальной осью двух касающихся окружностей C_{1} и C_{2} (светло-красные). Каждая пара исходных окружностей имеет центр подобия, лежащий на радикальной оси двух касающихся окружностей. Поскольку радикальные оси — прямые, это означает, что три центра подобия лежит на одной прямой

Пусть C1 и C2 — пара сопряжённых окружностей ко  всем трём исходным окружностям (рисунок 11). Под сопряжённостью здесь мы понимаем, что окружности принадлежат тому же самому семейству для одной из пары исходных окружностей. Как мы уже видели, радикальная ось любых двух касательных окружностей из одного класса проходит через центр подобия двух исходных окружностей. Поскольку касательные окружности являются общими для всех трёх пар исходных окружностей, их центры подобия лежат на радикальной оси C1 и C2, т.е. на одной прямой.
Это свойство используется в общем решении Жозефа Диаса Жергонна задачи Аполлония. Если даны три окружности, можно найти центры подобия, а затем радикальные оси пар искомых окружностей. Естественно, имеется бесконечно много окружностей с одними и теми же радикальными осями, так что нужна дополнительная работа, чтобы определить в точности, какая пара окружностей является решением.